# Shuiquan (köping i Kina, Inre Mongoliet)
Shuiquan (kinesiska: 水泉, 水泉镇) är en köping i Kina. Den ligger i den autonoma regionen Inre Mongoliet, i den norra delen av landet, omkring 830 kilometer öster om regionhuvudstaden Hohhot. Antalet invånare är 33627. Befolkningen består av 16 448 kvinnor och 17 179 män. Barn under 15 år utgör 14,0 %, vuxna 15-64 år 79 %, och äldre över 65 år 6,0 %.
Genomsnittlig årsnederbörd är 660 millimeter. Den regnigaste månaden är juli, med i genomsnitt 159 mm nederbörd, och den torraste är januari, med 4 mm nederbörd.